# پیکنز (میسیسیپی)
پیکنز (به انگلیسی: Pickens) شهرکی در ایالت میسیسیپی کشور ایالات متحده آمریکا است که جمعیت آن در سرشماری سال ۲۰۱۰ میلادی، ۱٬۱۵۷
نفر بوده‌است.